# Petronella av Sachsen
Petronilla av Sachsen, även känd som Geertruid, född 1082, död 23 maj 1144, var grevinna av Holland som gift med greve Floris II av Holland. Hon var Hollands regent som förmyndare för sin son Dirk VI av Holland  från 1121 till 1129. 

## Biografi
Petronilla var äldsta dotter till hertig Dirk II av Övre Lothringen och Hedwig van Formbach. Hon var genom sin mors första äktenskap halvsyster till den tysk-romerske kejsaren Lothar III. Petronilla fick den sedvanliga uppfostran för adliga döttrar vid denna tid och lärde sig brodera, läsa, skriva, poesi och musik. 
Hon gifte sig år 1100 med Floris II av Holland, som av samtiden beskrevs som rik och fet, med vilken hon fick tre söner och en dotter. Det är möjligt att hon ursprungligen hette Gertrud, och att hon tog sig namnet Petronilla i samband med sitt äktenskap, för att betona sin relation till kyrkan genom att ta namnet efter martyren Petronilla. Hon är enbart omnämnd under namnet Gertrud i sitt hemland Lothringen. 

### Regent
Vid makens död år 1121 efterträddes han av hennes son Dirk IV som greve. Eftersom Dirk IV var minderårig blev hon som hans mor och förmyndare regent i grevedömet Holland fram till sin sons myndighetsdag. Enligt Egmonds krönika regerade hon med "stark hand", och dominerade regeringen så kraftigt att hon behöll de facto makt även efter att hennes son blivit myndig och hennes mandat formellt utgått: hennes son blev myndig år 1129, men ända fram till 1133 uppträder Petronilla i samtliga viktiga politiska händelser. 
Under åren 1123–1125 gav hon militärt stöd till sin bror kejsaren i hans kamp mot motkejsaren Henrik V. Hon deltog också i flamländska tronföljdskriget under 1127 i hopp om att placera sin yngre son Floris på Flanderns tron. 
Petronilla var beskyddare för klostret Egmond. Hon insatte 1124 Ascellinus som abbot i klostret, men inspekterade år 1129 klostret med biskopen av Utrecht och kunde efter konstaterande av abbotens inkompetens ersätta honom med Wouter. Hennes samarbete med biskopen i denna fråga illustrerar hur starkt stöd hon hade från kyrkan. 
Mellan 1129 och 1131 stödde hon sin yngre son Floris i hans uppror mot sin bror: hon drog dock tillbaka sitt stöd 1131, och Floris tvingades då i exil fram tills han fick stöd av sin morbror, kejsaren.

### Senare liv
Petronilla är känd som grundaren av Rijnsburg kloster 1133. Hon donerade sin egendom i Delft, Leiden, Noordwijk och Aalsmeer till nunnorna, som kom dit från klostret Stötterlingenburg, och som sköttes helt utifrån den nya klosterreformerna från Cluny, och där hon också begravde sin yngre son Floris. Det tycks som om Petronilla drog sig tillbaka efter sin yngre sons död och grundandet av detta kloster, och det är möjligt att hon tillbringade sitt återstående liv i klostret, som på hennes bgäran hos påven år 1140 hade förklarats för kyrkligt territorium direkt under påven.